# زوارهكوة (مقاطعة إسلام آباد غرب)
زوارهكوة (بالفارسية: زواره‌کوه) هي قرية تقع في قسم حومة الجنوبي الريفي (مقاطعة إسلام آباد غرب) في إيران. يقدر عدد سكانها بـ 100 نسمة بحسب إحصاء 2016.